# Сирийско канарче
Сирийско канарче (Serinus syriacus) е вид птица от семейство Чинкови (Fringillidae). Видът е световно застрашен, със статут Уязвим.

## Разпространение
Видът е разпространен в Египет, Ирак, Израел, Йордания, Ливан, Палестина и Сирия.